# Бурнан (Ендр и Лоара)
Бурнан (фр. Bournan) је насељено место у Француској у региону Центар, у департману Ендр и Лоара.
По подацима из 2011. године у општини је живело 268 становника, а густина насељености је износила 18,27 становника/km².

## Демографија
| 1962. | 1968. | 1975. | 1982. | 1990. | 2011. |
| ----- | ----- | ----- | ----- | ----- | ----- |
| 396   | 345   | 249   | 231   | 200   | 268   |